# 因戈瓦尔·伊戈列维奇
因戈瓦尔·伊戈列维奇（俄语：Ингварь Игоревич，?—1235年） ，是1217年至1235年年間的梁赞大公国王公。1220年，他在梁赞附近建立了乌斯别斯基奥尔戈夫修道院。